# Inteligencja społeczna
Inteligencja społeczna – pojęcie wprowadzone w 1920 przez Edwarda Thorndike’a, oznaczające zdolność rozumienia i kierowania ludźmi oraz rozumnego działania w stosunkach międzyludzkich. 
Inteligencja społeczna polega na stosownym doborze zachowania i sposobu komunikacji, co w sytuacjach związanych z negatywnymi emocjami bywa trudne. Stosowność w tym wypadku to nie tylko osiągnięcie celu, do jakiego komunikacja jest środkiem, ale przede wszystkim stopień, w jakim odbiorca komunikatu nie zniekształca intencji jego nadawcy. Inteligencja interpersonalna jest więc także umiejętnością radzenia sobie z konfliktami interpersonalnymi i łatwością współdziałania z innymi.
Inteligencja społeczna wiąże się z inteligencją emocjonalną, na którą, oprócz umiejętności społecznych, składają się zdolność samokontroli, samokreacji i wglądu we własne emocje.